# Западен Машоналенд
Западен Машоналенд е една от областите на Зимбабве. Разположена е в северната част на страната и граничи със Замбия. Площта на областта е 57 441 км², a населението, според оценка за август 2017 г. – 1 567 449 души. Столицата на Западен Машоналенд е град Чиной. На границата със Замбия е разположено езерото Кариба на река Замбези. Областта е разделена на шест района – Чегуту, Хурунгуе, Кадома, Кариба, Маконде и Звимба.